# Louis Marie Quicherat
Louis Marie Quicherat (13 ottobre 1799 – 17 novembre 1884) è stato un latinista, lessicografo e musicologo francese.
Divenne noto soprattutto per il Dictionnaire latin-français et français-latin, primo dizionario bilingue francese-latino e latino-francese che accompagnò generazioni di studenti liceali francofoni del XIX e del X secolo, conoscendo innumerevoli riedizioni e ristampe.

## Biografia
Fratello maggiore dello storico Jules Quicherat, frequentò il futuro Liceo "Louis-le-Grand" di Parigi, dove conobbe Eugène Burnouf e Louis Hachette. Entrato alla sezione di studi umanistici dell'Scuola Normale nel 1819, sette anni più tardi si iscrisse all'università. Professore di grammatica e retorica, divenne conservatore della Biblioteca Sainte-Geneviève.
Nel 1864 fu eletto membro dell'Académie des inscriptions et belles-lettres. Negli ultimi anni, spese tutte le sue energie a perfezionare il dizionario. Nella prefazione alla ventesima edizione, il pronipote Émile Chatelain scrisse di lui:
(Émile Chatelain, Dictionnaires Latin-Français et Français-Latin)
Autori di testi di musicologia, latino e francese, il suo dizionario fu soppiantato nel 1934 dal Dictionnaire illustré latin-français di Félix Gaffiot, basato su metodi lessicologici più moderni e spiccatamente focalizzato sul latino classico di Cicerone e Cesare.

## Nella cultura di massa
- È citato in Funes el memorioso, racconto fantasy pubblicato nel 1944 all'interno della raccolta Finzioni di Jorge Luis Borges.